# 内藤正重
内藤 正重（ないとう まさしげ、天正6年（1578年） - 寛文3年4月20日（1663年5月27日））は、安土桃山時代から江戸時代初期の武将、旗本。別名は善斎。父は内藤正貞。子は正次、内藤正吉。従五位下、外記。

## 生涯

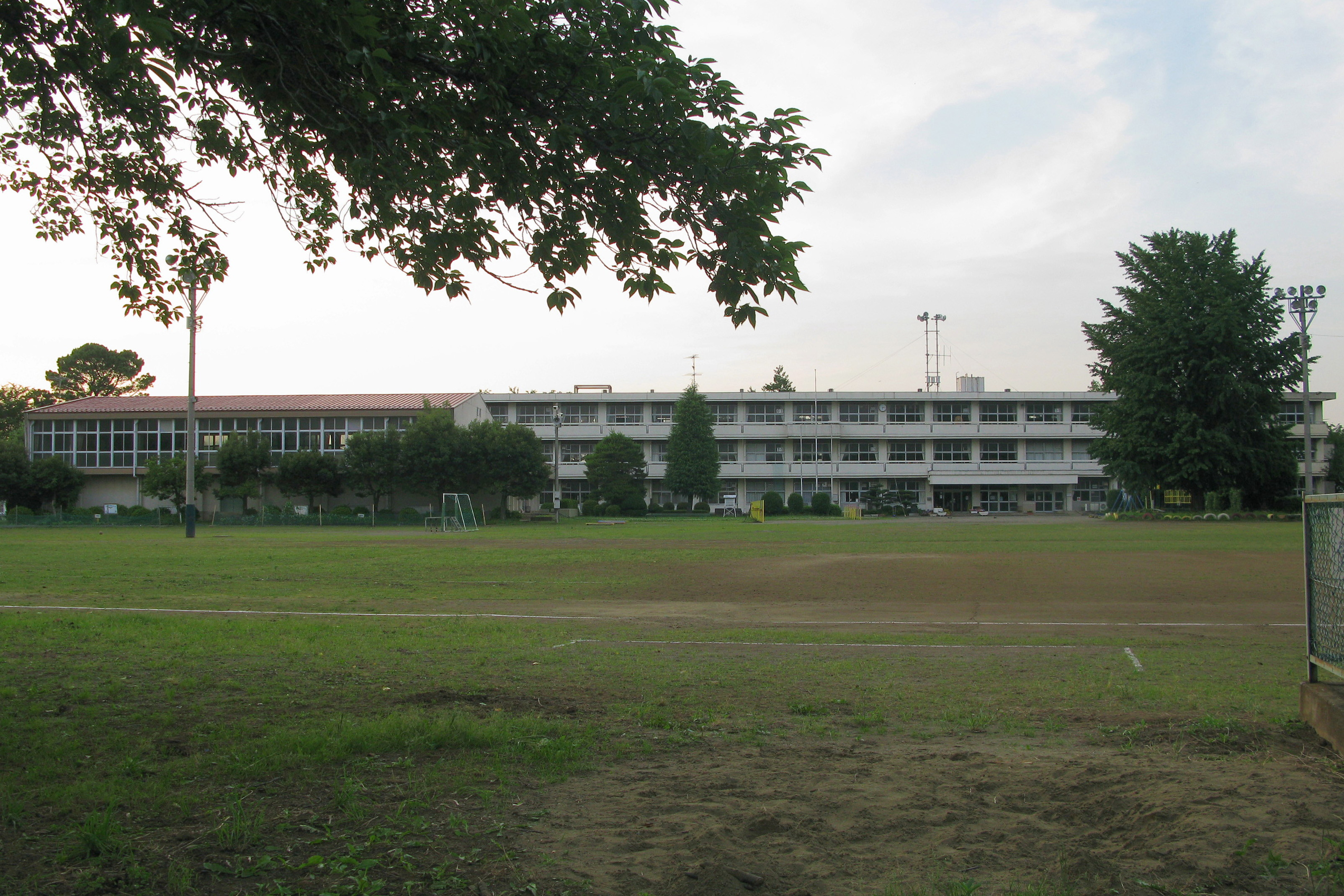
内藤氏陣屋跡

天正18年（1590年）、徳川家康に仕え、小田原征伐に従軍。文禄元年に300石を賜る。以後、関ヶ原の戦い、大坂の陣などに歴戦する。
慶長5年（1600年）に使番、慶長6年（1601年）に徒頭となり1000石を領する。慶長19年（1614年）持弓組頭（俗に内藤組の初代）となり2900石に加増され、徳川秀忠の側近を勤める。
寛永3年に従五位下外記に叙任された。寛永8年（1631年）に武蔵国栢間の領主、内藤忠俊（忠利、内藤正重の従兄弟）が不祥事により改易となるが、祖父である正成の三河以来の武功が評価され、正重に忠俊の旧知5000石（武蔵国栢間村、戸ヶ崎村、新堀村、三箇村、小林村など）が与えられた。
寛永19年（1642年）3月12日病の為、職を辞する。承応3年（1654年）に子の正吉に家督を譲る。寛文3年（1663年）、86歳で死去。墓所は埼玉県久喜市菖蒲町栢間の善宗寺。
子孫は天和2年（1682年）5代正吉のときに上野台之郷・下野作原で700石加増され、5700石の旗本寄合として幕末の14代正從（まさとも）まで続く。陣屋は、栢間陣屋（現在の久喜市菖蒲町下栢間の栢間小学校付近。1万坪を超える敷地だった）。